# Топорищево
Топори́щево (рос. Топорищево) — присілок у складі Шадрінського району Курганської області, Росія. Входить до складу Тарасовської сільської ради.
Населення — 36 осіб (2010, 53 у 2002).
Національний склад станом на 2002 рік: росіяни — 98 %.